# Anciennitet
Anciennitet er et begreb, som angiver en persons erfaring. Anciennitet bruges primært på arbejdsmarkedet, hvor begrebet bl.a. refererer til hvor længe en lønmodtager har været ansat i sin stilling. En person, der har været ansat i 10 år, har således 10 års anciennitet på sin arbejdsplads.
Anciennitet er først og fremmest relevant i forhold til løn, hvor mange lønsystemer, bl.a. indenfor det offentlige, udmåles efter den ansattes anciennitet. Jo højere anciennitet, desto højere løntrin bliver man indplaceret på.

## Andre anvendelser
Begrebet kendes også fra den almene boligsektor, hvor ancienniteten er udtryk for hvor længe man har været medlem af boligforeningen. Indenfor forsikringer beskriver anciennitet f.eks. antallet af år, som en bilist har kørt som registreret bruger af egen bil.